# Abteikirche Mariä Himmelfahrt (Oberschönenfeld)

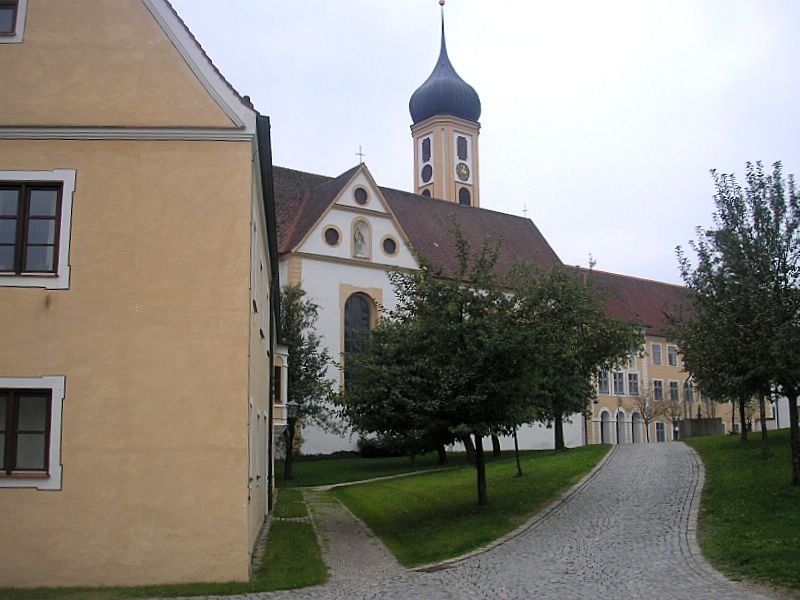
Blick zur Kirche

Die Abteikirche Mariä Himmelfahrt ist der Mittelpunkt des Zisterzienserinnenklosters Oberschönenfeld bei Gessertshausen im Landkreis Augsburg in Schwaben. Die Klosteranlagen und die Kirche wurden von 1976 bis 1995 restauriert und sind heute ein beliebtes Ausflugsziel der Bevölkerung der nahen Großstadt Augsburg.

## Baugeschichte

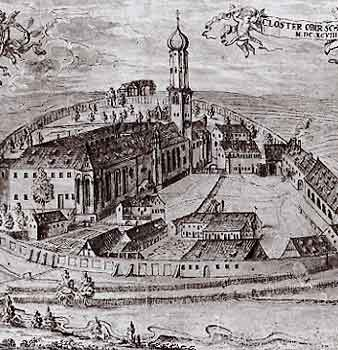
Ansicht von Kloster und Kirche Oberschönenfeld, gezeichnet von J. S. Hueber, 1698.

Die erste Abteikirche wurde am 24. September 1262 geweiht. 1298 besaß das Gotteshaus bereits fünf Altäre. 1430 konsekrierte man eine neue Marienkapelle an der Nordseite des Laienraumes. Unter der Äbtissin Margaretha Vetter entstanden um 1510 ein neuer Hochaltar und ein Altar im Nonnenchor. Die zugehörigen Tafelbilder Hans Holbeins d. Ä. befinden sich heute in der Staatsgalerie Augsburg.
Dieser Neubau begann 1721 mit dem Abbruch der alten Kirche. Im Herbst dieses Jahres stand bereits ein Großteil der Außenmauern, ein Jahr später war der Rohbau vollendet. Die Bauleitung war dem Vorarlberger Meister Franz Beer II. (von Blaichten) übertragen worden. Beer schuf einen lang gestreckten Kirchenraum, der durch eingezogene Wandpfeiler und die Gewölbe in sechs Abschnitte unterteilt ist. Am 25. Juli 1723 konnte der Neubau konsekriert werden. In den folgenden Jahren kamen das Gitter vor dem Nonnenchor und eine neue Orgel hinzu. Unter der Äbtissin Charitas Karner (1767–74) begann 1768 eine groß angelegte Neuausstattung im Stil des Rokoko, die das Innere der Klosterkirche bis heute bestimmt. Im 16. und 17. Jahrhundert wurde die alte Kirche mehrmals umgebaut und neu ausgestattet. So erhielt etwa der Nonnenchor im Jahre 1612 ein neues Chorgestühl, das später in den barocken Neubau übernommen werden konnte.
Nach der Säkularisation des Klosters (1803) drohte dem Gotteshaus der Abriss, die Zisterzienserinnen durften den Konventbau aber weiterhin bewohnen. Ab 1815 diente die Kirche jedoch wieder als Kultusgebäude. 1836 genehmigte König Ludwig I. den Fortbestand des Klosters, das aber erst 1899 wieder in den Besitz der Klosteranlagen und der Kirche gelangte. Die Wiederaufnahme in den Zisterzienserorden war bereits ein Jahr früher erfolgt. 1918 erhob König Ludwig III. Oberschönenfeld wieder zur Abtei, die päpstliche Bestätigung erfolgte 1922.
Größere Restaurierungsmaßnahmen wurden 1904, 1953/57 und 1959 ausgeführt. Im Zuge der Generalsanierung des Gesamtkomplexes konnte auch die Abteikirche zwischen 1976 und 1995 umfassend saniert werden. Nachdem sich im November 2010 Teile der Stuckverzierung der Decke gelöst haben, standen weitere Arbeiten an, die Ende 2012 abgeschlossen werden konnten.

## Architektur
Der Westteil der Kirche ist in den Nordflügel des Klostergevierts integriert, die vordere Hälfte ragt nach Osten über den Konventbau hinaus. Der Sakralbau ist 43 m lang, das Langhaus ohne die Querarme 13 m breit. Der Außenbau erscheint eher schlicht. Die Gebäudekanten werden durch versetzte Putzquader akzentuiert, die hohen Rundbogenfenster von geohrten Rauputzfeldern gerahmt. Auffallend ist der Verzicht auf einen Sockel. Das einfache Satteldach wurde über dem östlichen Zwischenjoch abgewalmt, die Dächer über dem Chor und den Querarmen sind etwas niedriger als das Langhausdach.
Der Turm mit seiner Zwiebelhaube steht südlich über dem Kreuzgang neben der Kirche. Über einem fünfgeschossigen Unterbau springen die beiden Obergeschosse mit ihren abgeschrägten Ecken etwas ein. Das Hauptportal führt neben dem nördlichen Querarm in die Kirche. Über dem Sandsteinrahmen aus gefelderten Pilastern wird eine profilierte Archivolte von einem gesprengten Dreiecksgiebel bekrönt. Eine ovale Kartusche umschließt ein Äbtissinnenwappen, die Jahreszahl 1722 und die Buchstaben M.A.H.A.Z.O.S. (M. Anna Hildegard Abbatissa zu Oberschönenfeld).
Der Baumeister Franz Beer verband in der Raumarchitektur das „Vorarlberger Schema“ „mit einem rhythmischen Wechsel aus Quertonnen und zentralisierenden Kuppelräumen“ (Inventarband). Im Osten liegt der Altarraum, darauf folgt ein schmales Seitenaltarjoch, dann der überkuppelte Hauptraum mit den Querarmen. Hauptraum und Nonnenchor werden durch ein schmächtiges Eingangsjoch getrennt. Hinter der Kuppel des Nonnenchores schließt ein Emporenjoch den Raum ab.

## Ausstattung

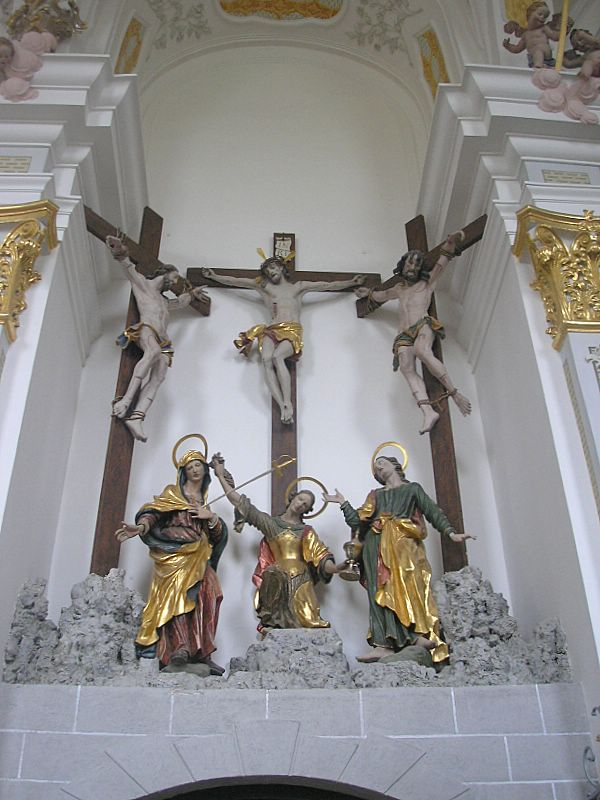
Kreuzigungsgruppe (1720/30)

Die spärliche Stuckdekoration entstand in zwei Abschnitten. Noch aus der Bauzeit stammen die kleinen, hochovalen Medaillons mit Blattwedeln über den Chor-, die Bildkartuschen über den Langhausfenstern, die Uhr im westlichen Hauptjoch und einige andere Stuckaturen aus Blattstäben, Ranken und Zweigen. Die Rokokoformen der Jahre um 1768/69 bestehen aus Vasen, Putten und Wolken auf dem Pilastergebälk. Die vollplastischen Bildwerke sind weiß, gold oder farbig gefasst (bemalt). Über dem Chorbogen ist eine Rocaillekartusche mit dem Wappen der Äbtissin Charitas Karner ausgearbeitet. Die Deckengemälde wurden ebenfalls unter Charitas Karner ausgeführt. Die qualitätvollen Arbeiten sind das Werk der Augsburger Meister Joseph Mages und Johann Joseph Anton Huber.

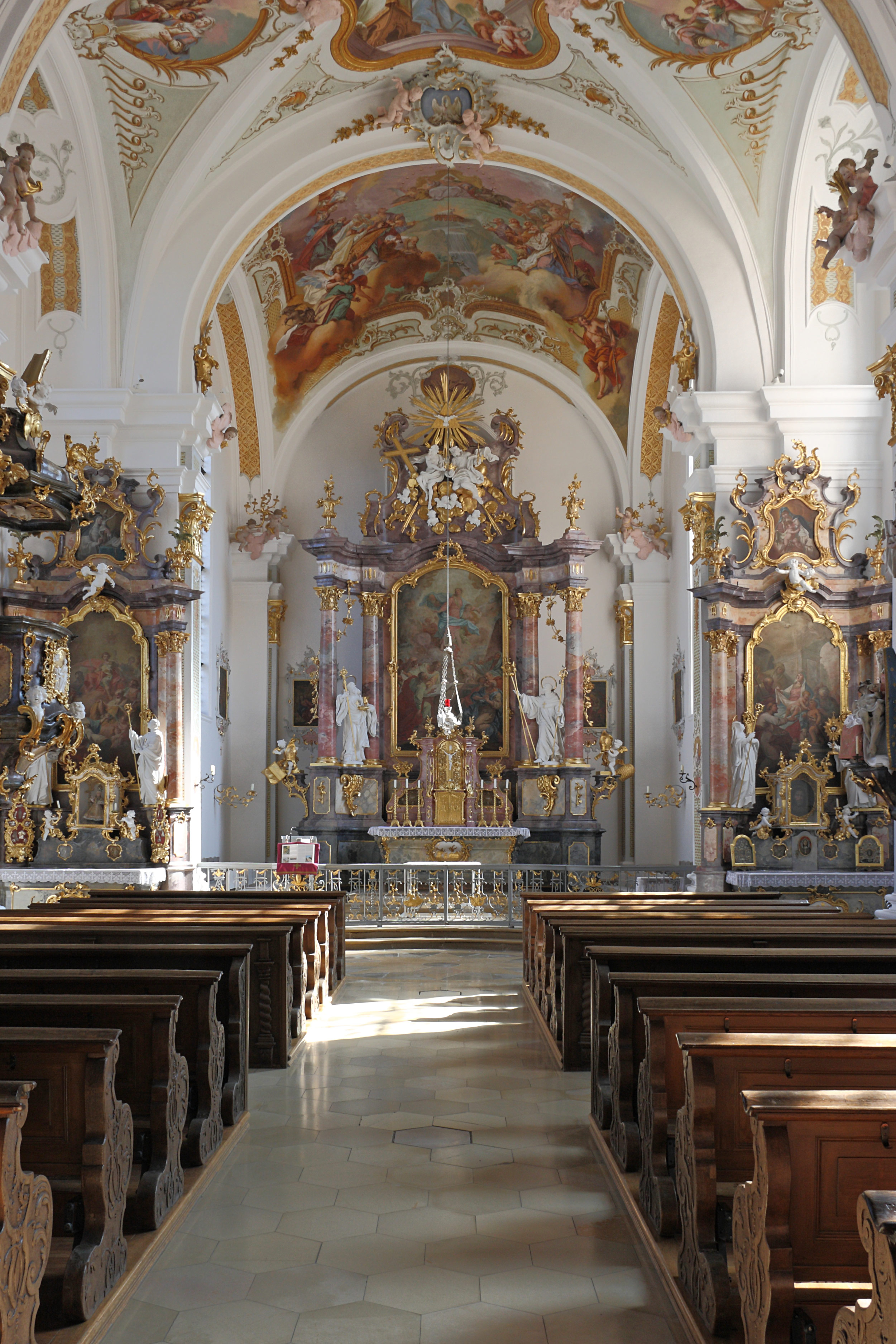
Innenraum

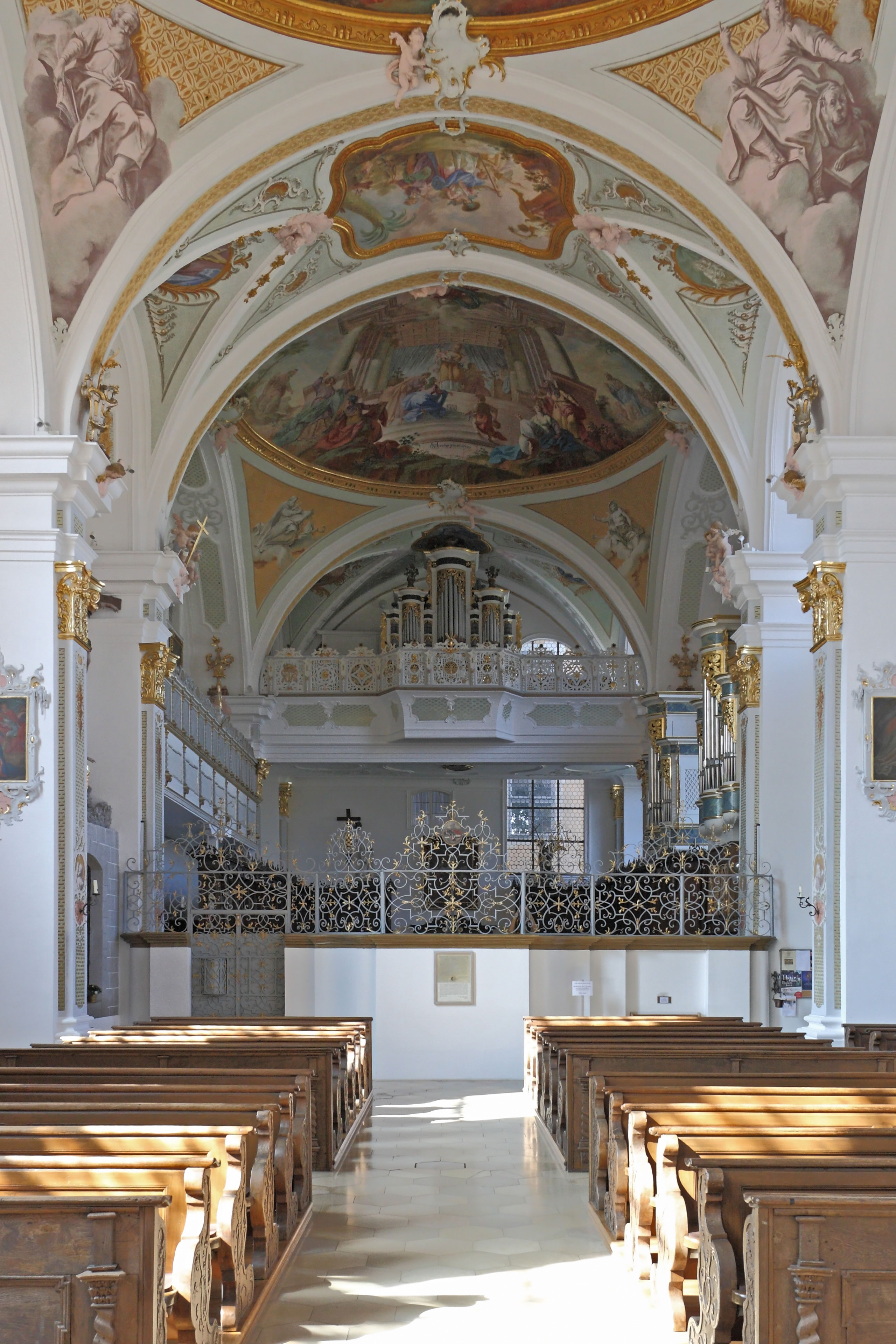
Blick zur Empore

Im Altarraum ist die „Anbetung des Lammes durch die vierundzwanzig Ältesten“ zu sehen. Im Hauptjoch der Laienkirche steht die Hl. Familie vor einer prächtigen Tempelruine, der sich die Hirten nähern. Die Gewölbe der Querarme tragen zwei Szenen aus der Legende des hl. Bernhard. In der Kuppel des westlichen Hauptjochs ist Jesus vor dem Hohenpriester dargestellt. Die Wandmalereien mit den emblematischen Darstellungen stammen wohl noch aus der Zeit um 1723, die Apostel und die Brokatmalerei wahrscheinlich von Joseph Mages.

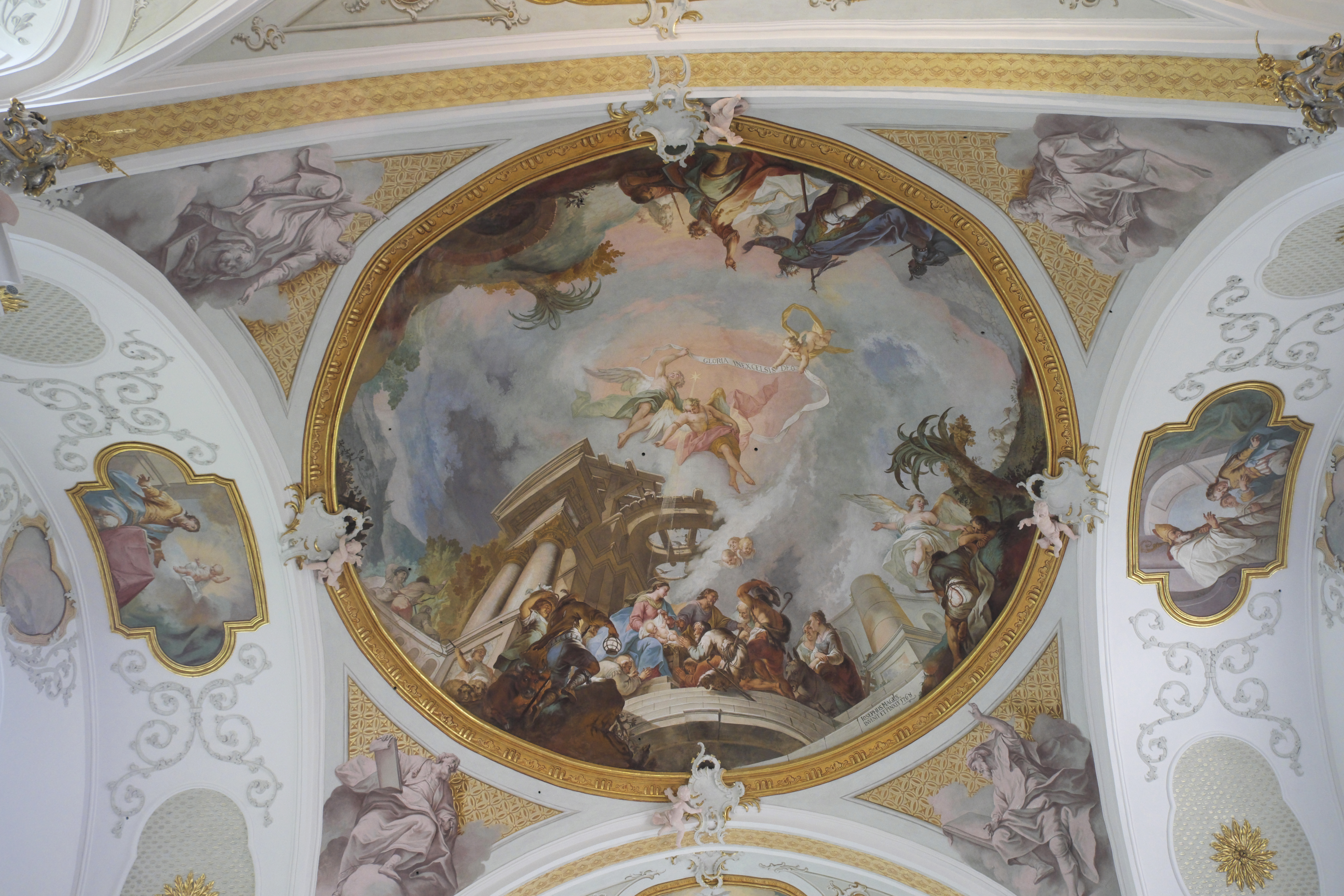
Anbetung der Hirten
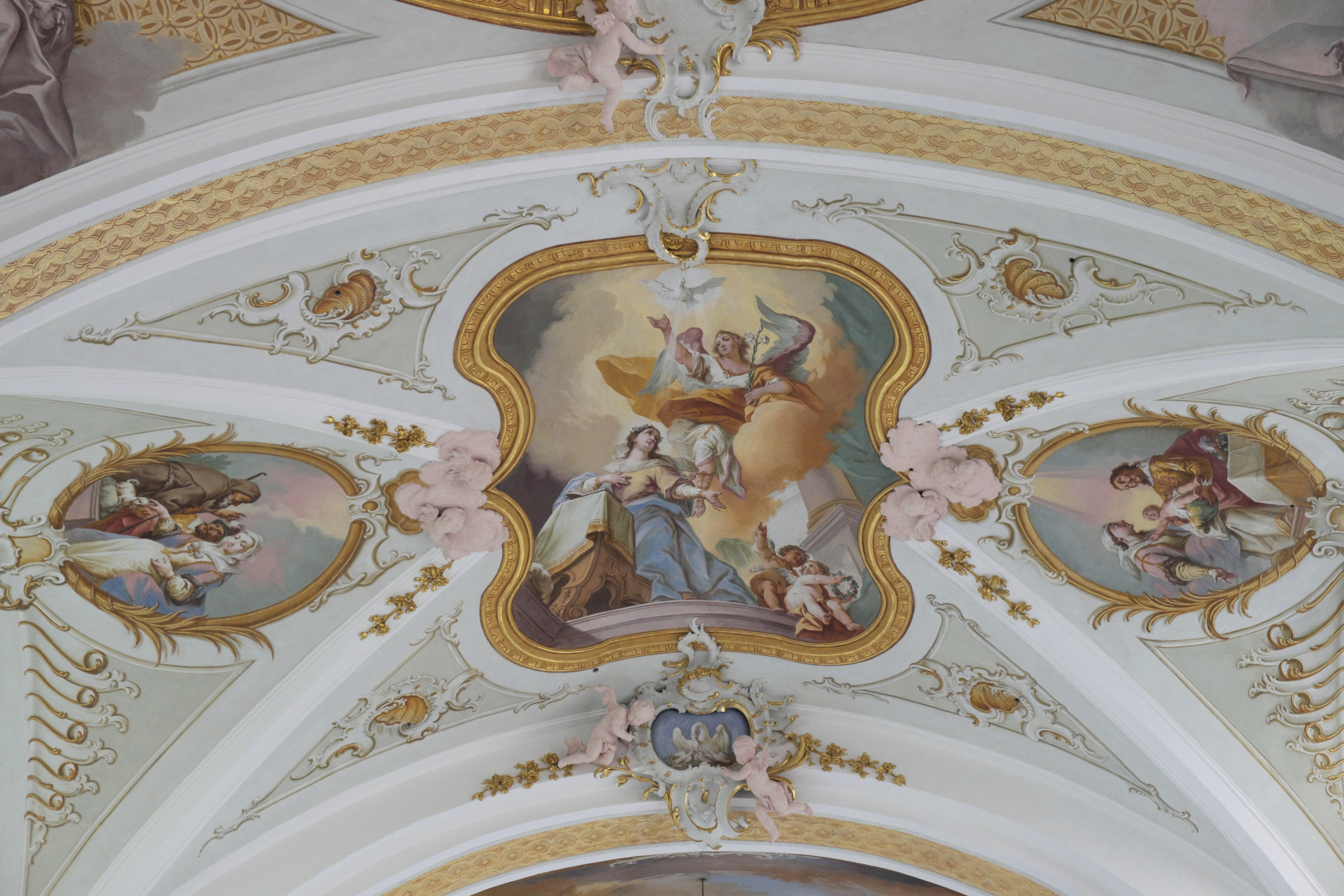
Verkündigung Mariens
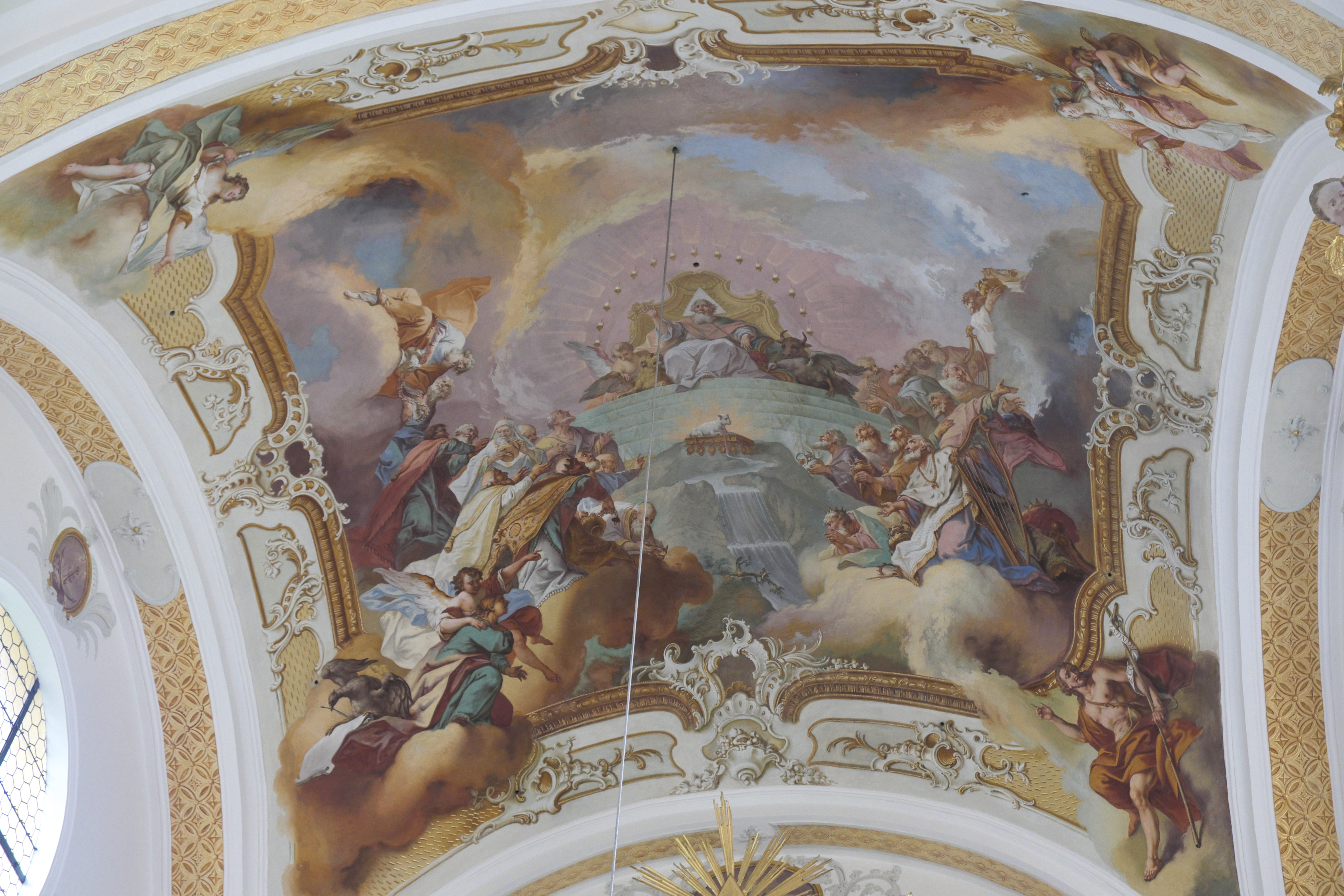
Anbetung des Lammes
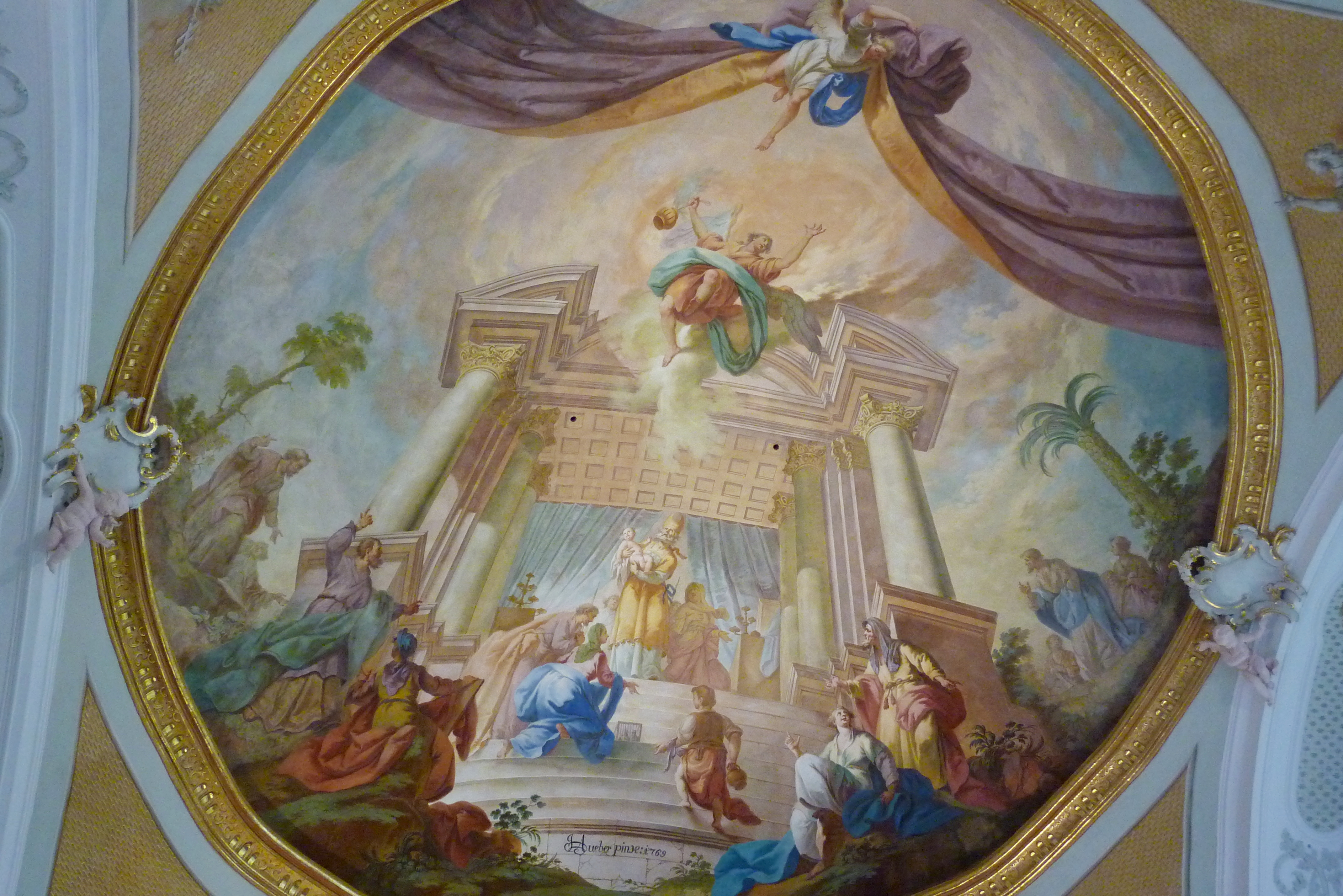
Jesu im Tempel

Die fünf Altäre entstanden 1770/71. Die figürliche Ausstattung weist in die Richtung der Gebrüder Verhelst aus Augsburg. Das Altarblatt des Hochaltars zeigt die Himmelfahrt Mariae und ist unten mit „Joseph Hartmann“ (Augsburg) signiert. Der Hochaltar und die beiden Seitenaltäre zeigen in etwa den gleichen Aufbau aus korinthischen Pilastern und einem schräg auswärts gestellten Säulenpaar. Die Altäre in den Querarmen wurden etwas später gearbeitet, sind aber dem gleichen Meister zuzuordnen. Ebenfalls um 1770 kam die Kanzel hinzu. Die Engelsköpfe am gebauchten Korb sind neubarock, ebenso der Altar im Nonnenchor.
Der Nonnenchor selbst wird durch ein reiches, schmiedeeisernes Gitter auf einer Zwischenmauer vom Laienraum getrennt. In der Mitte zeigt ein Blechmedaillon das Wappen und die Initialen der Äbtissin Victoria Farget und die Jahreszahl 1736, die sich darunter nochmals in Eisen wiederholt. An den Längsseiten des Nonnenchores hat sich das bemerkenswerte Renaissance-Gestühl der Vorgängerkirche erhalten. Das zweireihige Mobiliar mit seinen nachgotischen Stilelementen ist mit „1612“ bezeichnet und soll nach dem Vorbild des ehemaligen (nicht mehr vorhandenen) Chorgestühles der Klosterkirche Kaisheim bei Donauwörth gearbeitet sein.

Das Kommuniongitter aus gefasstem Schmiedeeisen (um 1770) besteht aus zehn Teilen mit balusterförmigen Ornamenten und Rocaillekartuschen mit Wappen und den Initialen C.A.Z.K. (Cölestin Abbas zu Kaisheim) und C.A.Z.O.S (Charitas Abbatissa zu Oberschönenfeld), die geflügelten Engelsköpfe über den Kartuschen tragen Mitra und Krone. Die durchbrochenen Holzgitter an den beiden Krankenchörlein über der Sakristei wurden um 1770 gearbeitet. Das Gitter der Krankenempore im Nonnenchor entstand bereits um 1725, das reich gegliederte Gitterwerk der Orgelempore mit seinen Sternen und Rosetten etwa 1740.

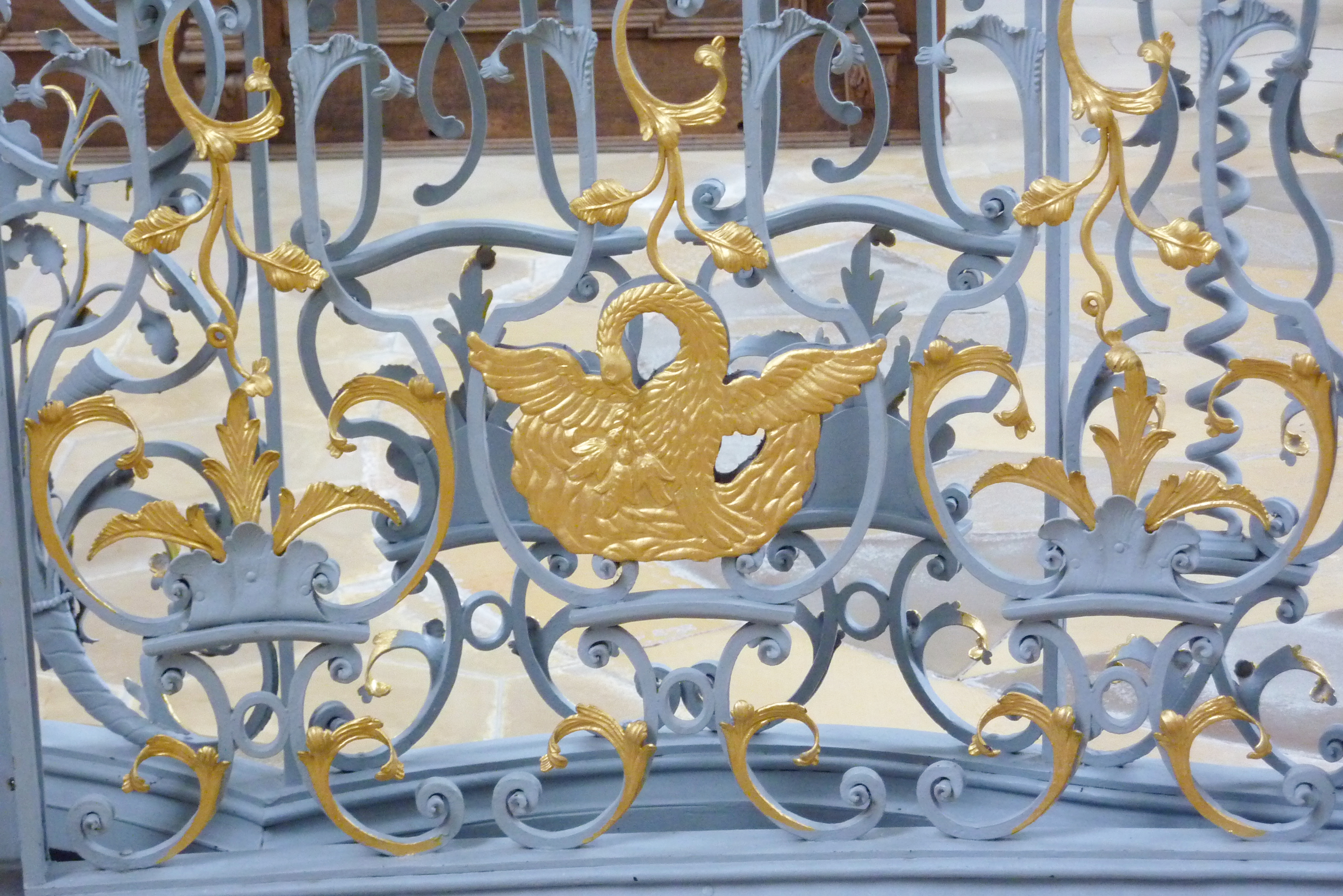
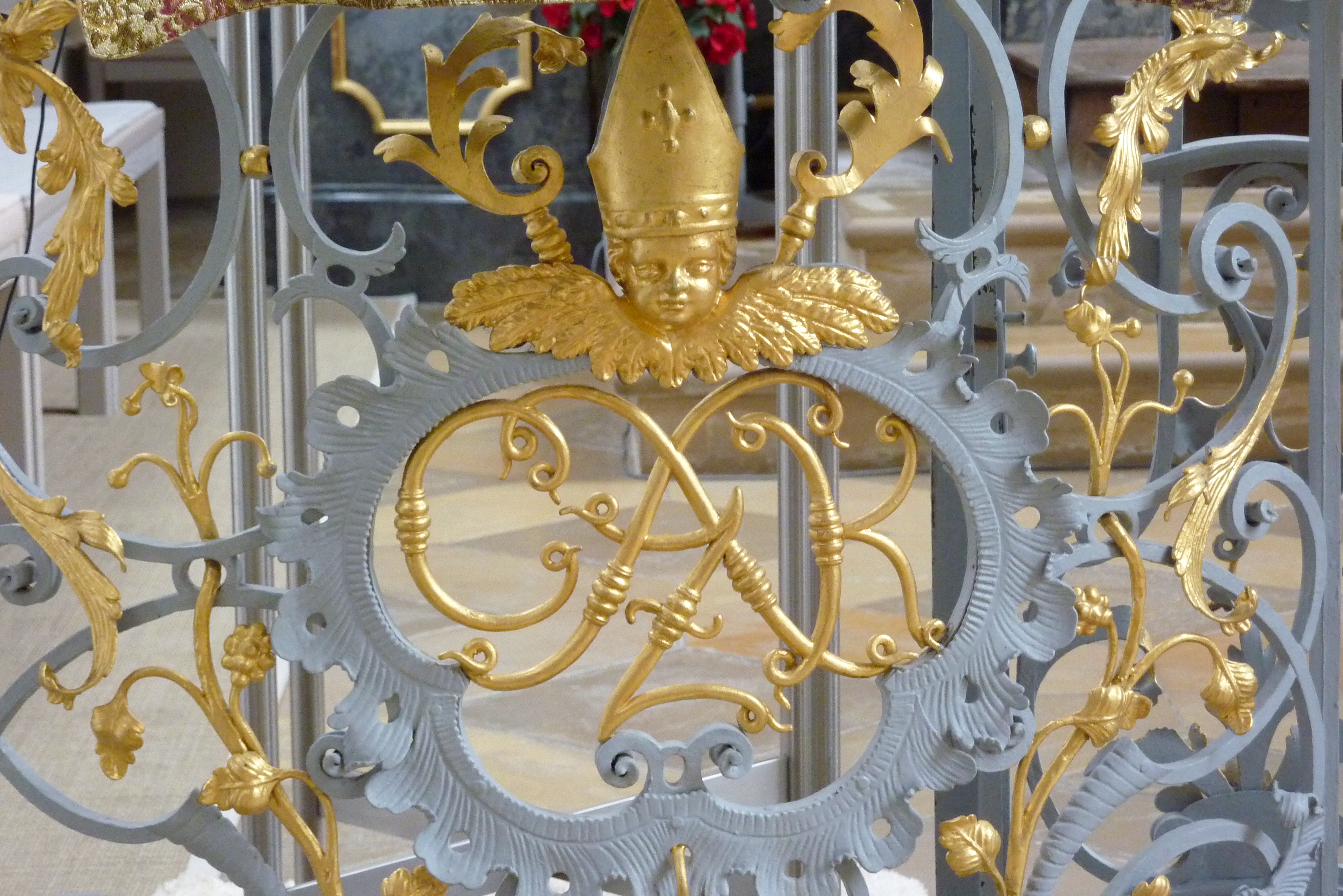
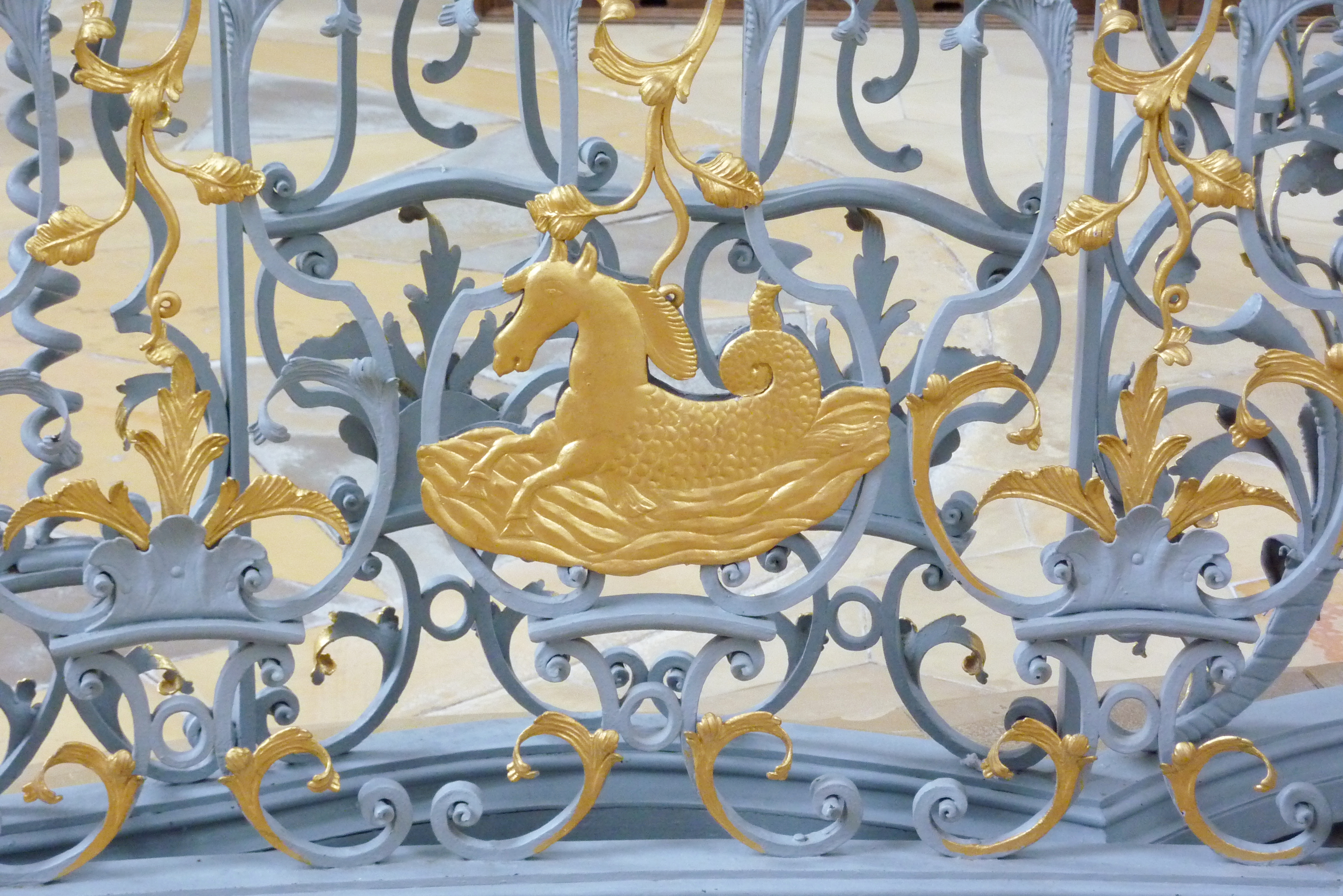

Von der sonstigen Ausstattung fallen besonders die Kreuzwegstationen des Augsburger Malers Gottfried Bernhard Goetz (1752) ins Auge. Die 15 Stationen werden von üppigen Rocaillerahmen eingefasst. Eine lebensgroße Kreuzigungsgruppe gegenüber dem Eingang wird auf 1720/30 datiert. Weiterhin sind noch einige gotische Holzfiguren zu bemerken, so eine spätgotische Muttergottes der Zeit um 1490 und ein hochgotischer Grabchristus aus der Mitte des 14. Jahrhunderts.
Die vier Grabdenkmäler aus Solnhofer Kalkstein gehören alle dem 19. Jahrhundert an und erinnern an drei Braumeister (davon eine Braumeisterin) und einen Förster.

## Orgeln

### Hauptorgel

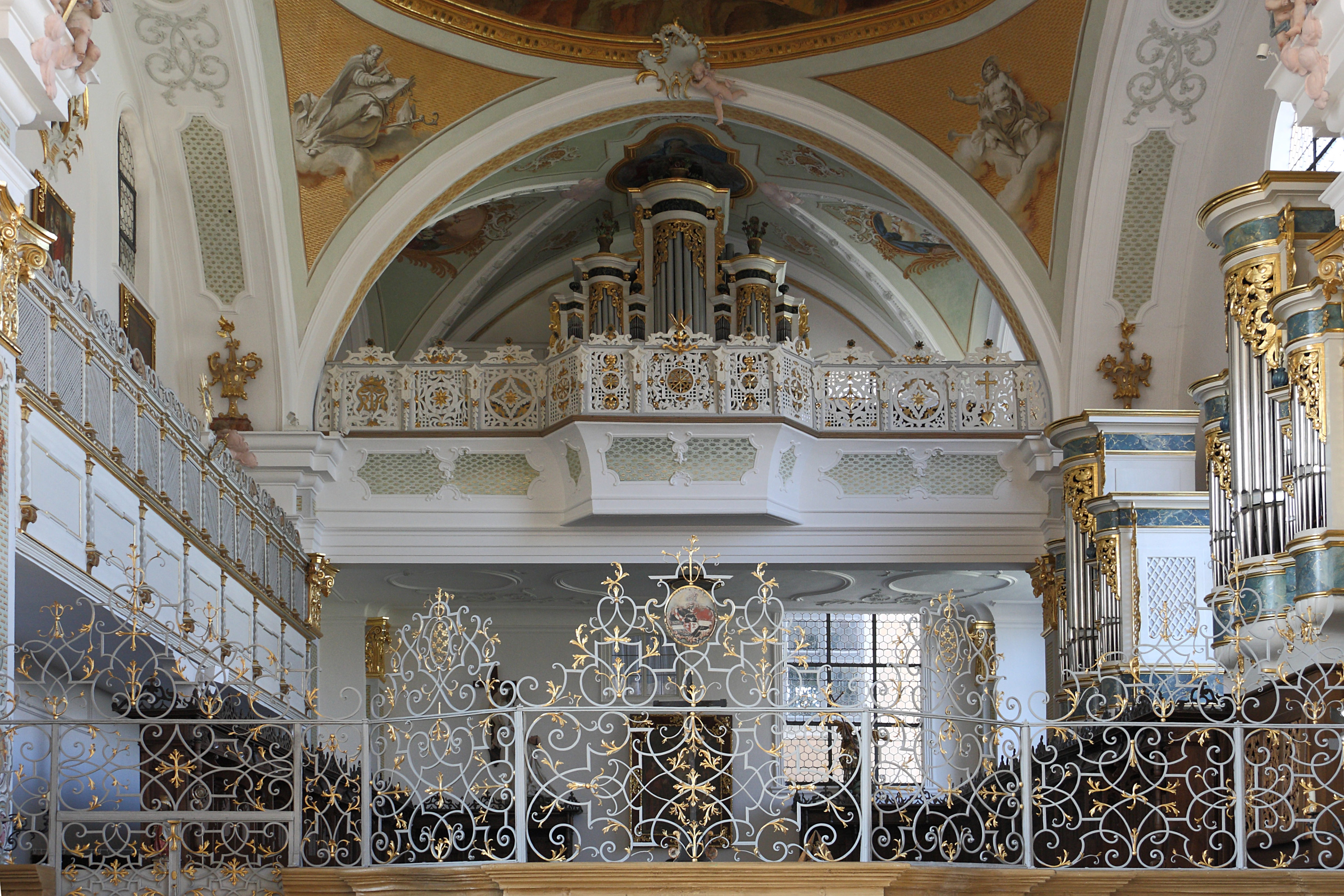
Im Vordergrund die Link-Orgel; im Hintergrund die Hauptorgel

Bereits im frühen 17. Jahrhundert ist eine Orgel in der alten Abteikirche nachweisbar. Im Jahr 1701 baute Nikolaus Prescher eine kleine Chororgel für den Nonnenchor, die über sechs Register auf einem Manual und einen Subbass im Pedal verfügte. Sie wurde in die neue Kirche übernommen, aber wegen eines Orgelneubaus 1739 an die Pfarrei Aislingen verkauft und dort 100 Jahre später abgebrochen und ersetzt. Johann Georg Hörterich schuf 1739 eine Barockorgel mit einem siebenachsigen Prospekt, der für die Orgellandschaft untypisch ist. Der überhöhte, runde Mittelturm und die beiden mittelhohen Rundtürme werden von schmalen, niedrigen, zweigeschossigen Spitztürmen flankiert. Vasen und Engelfiguren bekrönen die Pfeifentürme. Hinter dem historischen Gehäuse wurde das Innenwerk 1908 durch die Firma Max Koulen mit pneumatischen Kegelladen ersetzt. Die Disposition mit 13 Registern auf zwei Manualen und Pedal lautet wie folgt:
| I Manual C–f3 |    |
| Principal     | 8′ |
| Harmonieflöte | 8′ |
| Gamba         | 8′ |
| Dolce         | 8′ |
| Octav         | 4′ |

| II Manual C–f3  |    |
| Geigenprincipal | 8′ |
| Salicional      | 8′ |
| Vox Coelestis   | 8′ |
| Gedeckt         | 8′ |
| Quintatön       | 8′ |
| Traversflöte    | 4′ |

| Pedal C–d1   |     |
| Subbass      | 16′ |
| Stillgedeckt | 16′ |

- Koppeln: II/I, I/P, II/P

### Orgel im Nonnenchor
Die Orgel an der Nordwand des Nonnenchores mit 22 Registern auf drei Manualen und Pedal wurde 1981/82 von Orgelbau Link als op. 975 gebaut. Die Disposition lautet:
| II Hauptwerk C–g3 |                |
| Bordun            | 16′            |
| Principal         | 8′             |
| Rohrflöte         | 8′             |
| Octav             | 4′             |
| Blockflöte        | 4′             |
| Octav             | 2′             |
| Sesquialtera      | 2 ⁄3′ + 1 3⁄5′ |
| Mixtur IV         | 1 ⁄3′          |
| Trompete          | 8′             |
| Tremulant         |                |

| III Schwellwerk C–g3 |       |
| Copel                | 8′    |
| Spitzgamba           | 8′    |
| Rohrflöte            | 4′    |
| Gemshorn             | 4′    |
| Nachthorn            | 2′    |
| Sifflöte             | 1 ⁄3′ |
| Nazard IV–V          | 2 ⁄3′ |
| Oboe                 | 8′    |
| Tremulant            |       |

| Pedal C–f1 |     |
| Subbaß     | 16′ |
| Flöte      | 8′  |
| Choralbaß  | 4′  |
| Rohrpfeife | 2′  |
| Fagott     | 16′ |

- Koppeln: 1. Manual = Koppelmanual, III/P, II/P
- Bemerkungen: Schleifladen, mechanische Spiel- und Registertraktur